# Odontites valentinus
Odontites valentinus är en snyltrotsväxtart som beskrevs av Manuel Benito Crespo och Mateo. Odontites valentinus ingår i släktet rödtoppor, och familjen snyltrotsväxter. Inga underarter finns listade i Catalogue of Life.